# Château de Bar
Le château de Bar (en ukrainien : Іванівський замок, Janow en polonais) est un édifice situé à Bar, en Ukraine. 

## Historique
Olgierd de Lituanie donne, vers 1350, la Podolie à ses neveux Konstanty Czartoryski, Fiodor Koriatowicz et Alexandre. Vers 1380 ils construisent un château en bois. En 1430 à la mort du dernier Czartoryski, la ville de Rov et le château passent à la couronne de POlogne. Le château est plusieurs fois assiégé mais ne tombe qu'en 1452 devant les assauts de la Horde d'or. Devant subir souvent les assauts des Tatars, le château est relevé chaque fois et Casimir IV Jagellon permet à Andriï Odrovonj d'acheter Rov et ses possessions en 1456.
En 1533 la reine polonaise Bona Sforza fonde un nouveau château sur un rocher dominant la rivière et le nomme Bar, d'après sa ville natale de Bari en Italie. En 1540, le roi de Pologne Sigismond le Vieux accorde le statut de ville à Rov. La forteresse est assiégée à plusieurs reprises au cours de son histoire et elle était réputée imprenable. Toutefois, pendant le soulèvement de 1648, le château est pris par les Cosaques commandés par Bogdan Khmelnitski et gravement endommagé. 
C'est dans le troisième quart du XVIIe siècle qu'est construit le premier château maçonné pour renforcer la frontière sud de la république des Deux Nations. En 1636 le grand hetman de la couronne Stanislav Konetspolsky déménage sa résidence à Bar et confie l'aménagement du château à Guillaume Levasseur de Beauplan. Il en fait une forteresse quadrangulaire à quatre bastions, haute de six mètres. C'était l'une des plus grandes forteresses avec le château de Medjybij et celui de Kamianets.

## En images

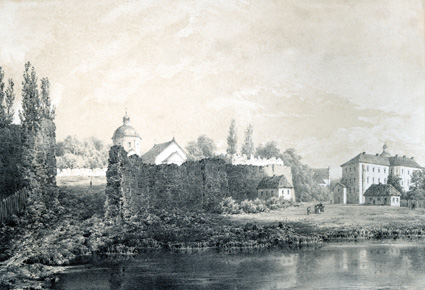
Par Napoleon Orda au XIXe siècle,
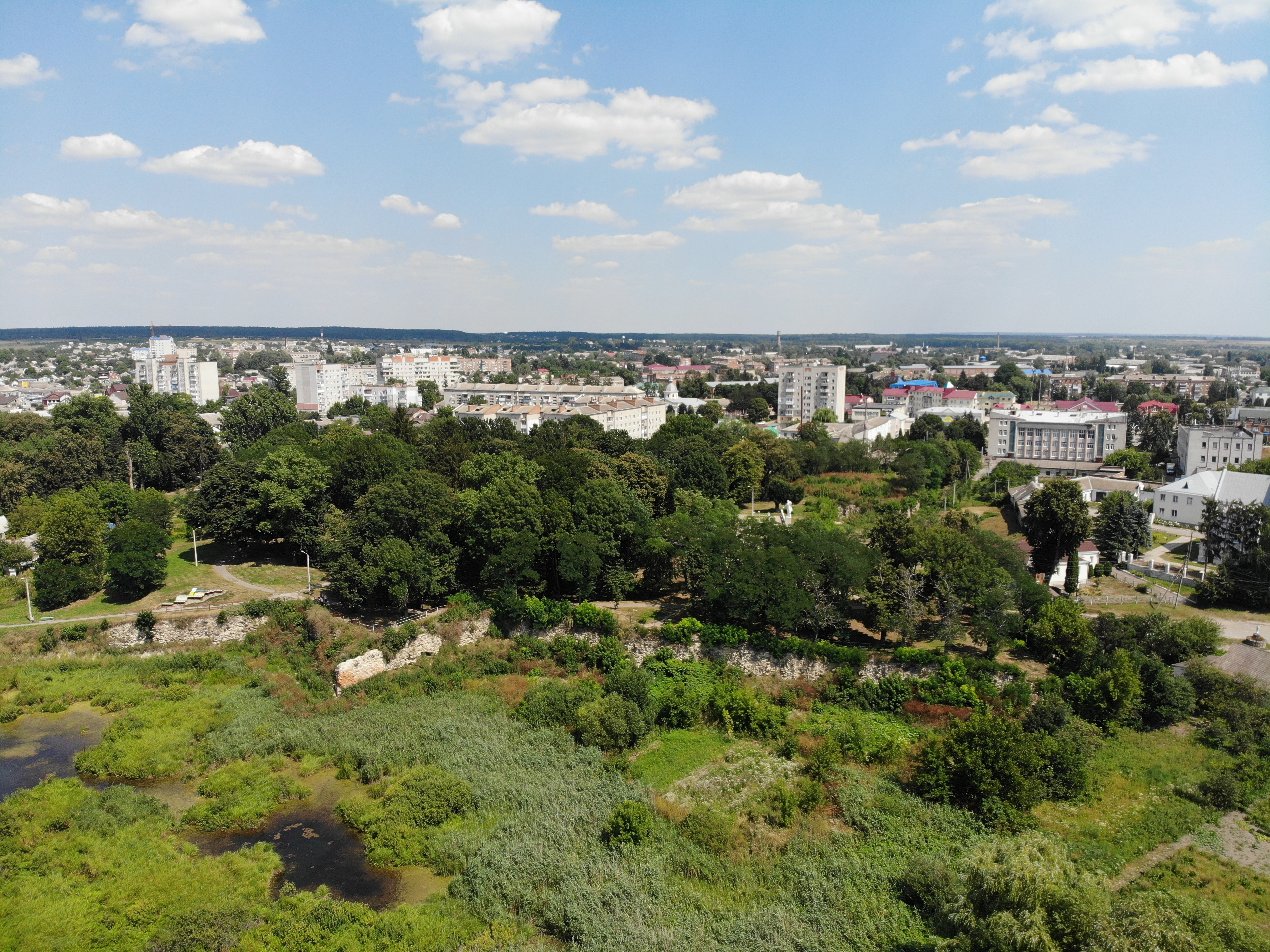
Les fortifications devant la ville.
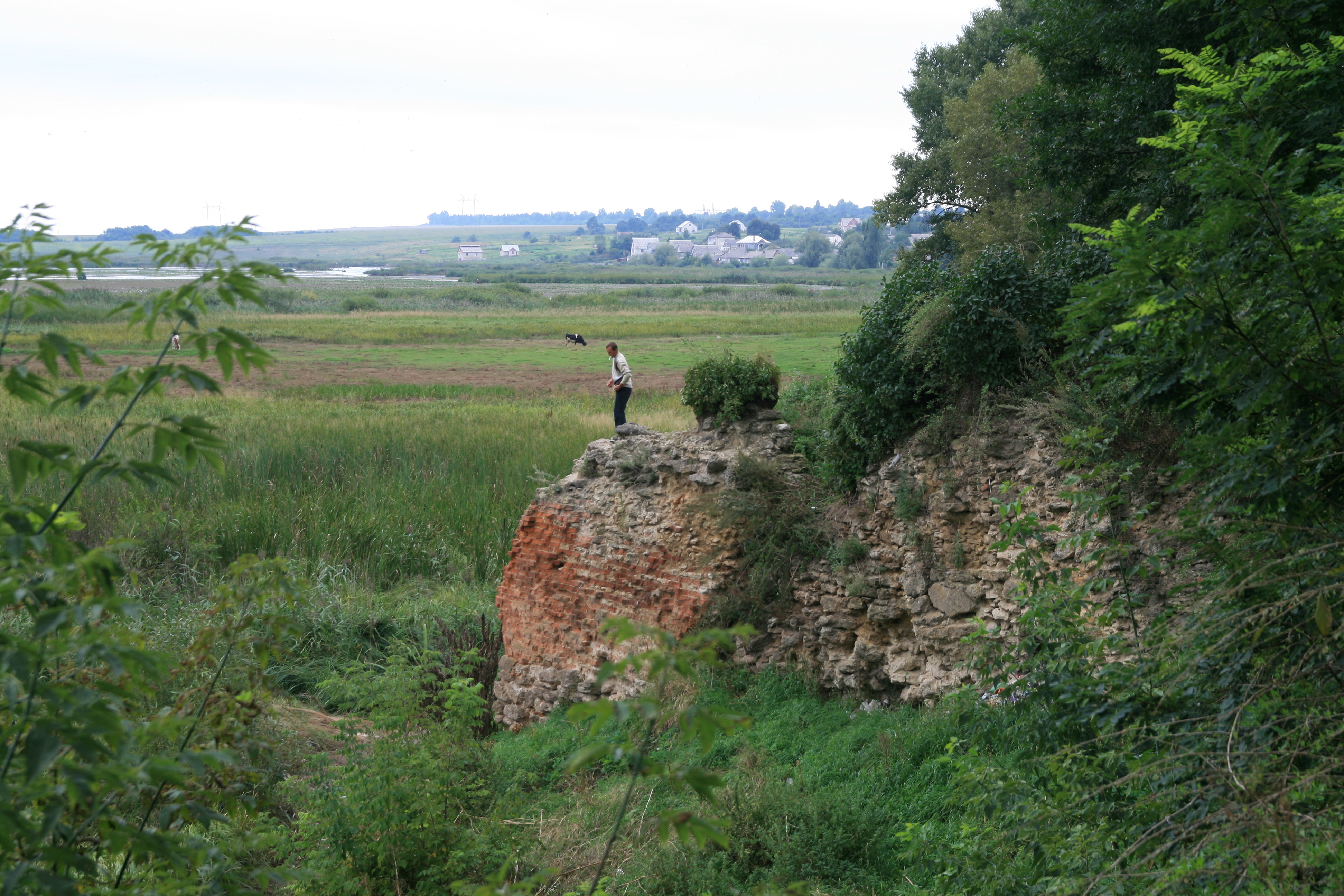
Hauteur par rapport à un homme.